# 中村亨三
中村 亨三（なかむら きょうぞう、1917年（大正6年）6月22日 - 2007年（平成19年）11月30日）は、昭和から平成時代前期の政治家。青森県十和田市長。大日本帝国海軍軍人。最終階級は海軍大尉。

## 経歴
北海道に生まれる。旧制野辺地中学校を経て、1939年（昭和14年）海軍兵学校67期卒業。駆逐艦の航海長として太平洋戦争に出征し、ジャワ進攻ではバタビヤ沖で奮闘した。1943年（昭和18年）海軍大尉に進む。戦傷を受け、1944年（昭和19年）第七〇一海軍航空隊通信長に転じ、国分航空基地で終戦を迎えた。戦後、公職追放を受けた。
1945年（昭和20年）第二復員省勤務を経て、1949年（昭和24年）帰郷し、1952年（昭和27年）青森県上北郡三本木町収入役に就任する。ついで十和田市助役、青森県教育委員を経て、1968年（昭和43年）十和田市長に就任した。以後6選し1992年（平成4年）落選した。
ほか、三和農協参事、十和田観光電鉄取締役を務めた。

## 栄典
勲章等
- 1993年（平成5年） - 勲四等旭日小綬章[1]

## 親族
- 子：中村友信（十和田市議会議員、青森県議会議員）